# Kloster i Sverige
Kloster i Sverige har existerat sedan medeltiden inom kyrkan i Sverige.

## Historik

### Medeltiden
Nunnekloster, även känt som kvinnokloster, var den första typ av katolska kloster som grundades i Sverige, när Vreta kloster inrättades efter att kung Inge den äldre och hans drottning Helena donerat jordbruksmark till förmån för ett kloster omkring 1110. Troligen var klostret till en början ett benediktinskt nunnekloster och övergick först så småningom till cisterciensorden.  Under senare delen av 1100-talet samt under 1200-talet växte antalet nunnekloster i landet, och vid 1500-talets början beräknas det ha funnits omkring 300 nunnor fördelade på elva nunnekloster.  Fyra av dessa kloster låg på Östgötaslätten, förutom Vreta kloster även klostren i Askeby (1100-talet), Skänninge och Vadstena.  
De första kända munkklostren i Sverige grundades senare än kvinnoklostren, och de första klostren för män i Sverige uppges vara Nydala kloster och Alvastra kloster, som båda grundades år 1143 och ses som de äldsta cisterciensklostren i Norden. Alvastra kom i sin tur att grunda munkklostren Varnhems kloster, Julita kloster och Gudsberga kloster. 
Ett betydande kloster var Skänninge nunnekloster, som grundades 1272 av Sankta Ingrid av Skänninge och var då det första av endast två dominikankloster för kvinnor i Sverige före reformationen. Klostrets ursprungliga namn var formellt Sankt Martins kloster, uppkallat efter Martin av Tours, det västerländska klosterväsendets grundare. Ingrid Elofsdotter avled den 2 september 1282 och blev då betraktad som ett helgon. Tack vare de vallfärder som uppstod till klostret blev ekonomin god.
Sveriges mest berömda kloster var Vadstena kloster, ett dubbelkloster för både nunnor och munkar ur birgittinorden som ritades och planerades av heliga Birgitta och invigdes 1384. Klostret kom att spela en viktig roll under medeltiden, då det var moderkloster för andra kloster av samma orden, inte bara i Sverige utan också internationellt. Syon Abbey i England var ett av de utländska kloster av birgittinorden som grundades med detta kloster som förlaga. 

#### Inkomster och verksamhet
Genom donationer från kungliga personer och andra framstående män och kvinnor var klostren generellt välförsedda med jordbruksmark i olika delar av Götaland och Svealand, ända upp till Jösse härad och Älvkarleby i norr, samt på Öland och Gotland. Klostren hade också tillgång till fiskevatten och kvarnar, och vissa av dem tog del i bergsbruket. Exempelvis ägde Alvastra kloster flera kvarnar vid Motala ström i Norrköping, medan Varnhems kloster hade lönsamma fiskerättigheter i Gullspångsälven. Dessa rättigheter delade de med Riseberga kloster, som även hade inkomster från fisket i Svartån. Gudhems kloster hade fiskerättigheter vid Viskans utlopp, och Nydala kloster hade stora intäkter från vissa fiskevatten i närområdet. Julita kloster i Vingåkersbygden hade andelar i det lukrativa laxfisket vid Älvkarleby.
Klostren brukade vara omgivna av trädgårdar, och många munkar var skickliga örtagårdsmästare. Alvastra klosterträdgård har lämnat spår i form av den flora som växer vid ruinerna. Vid Varnhems kloster fanns ännu på slutet av 1800-talet några minnen av klosterträdgården i form av en övervuxen körsbärsdunge och några små, dvärgartade fruktträd.
En annan viktig kulturgärning som munkarna utmärkte sig för var det mycket behövliga arbetet med att anlägga vägar och bygga broar. Kristendomens förkunnare insåg från början att förbättrad kommunikation mellan olika delar av riket var en nödvändig förutsättning för spridningen av högre kultur. Därför betonade de att anläggning av vägar och broar var ett gudomligt verk, som kunde belönas med salighet för den som lät genomföra arbetet, eller för någon avliden släkting. I första hand prioriterades kyrkvägar. Genom att bygga en sådan färdled deltog man på ett sätt i arbetet med att sprida och stärka den kristna tron inom socknen. Många runstenar bevarar minnet av män som anlade vägar, broar eller vadställen för "sin själ" eller någon nära släktings.

### Reformationen
I samband med kung Gustav Vasas reduktion under reformationen från 1527 infördes lagar som till slut ledde till att klosterlivet i Sverige dog ut.  
Klostren förbjöds att ta emot nya noviser medan de befintliga medlemmarna tilläts lämna dem, vilket innebar att klostren lämnades att långsamt dö ut. De sista klostren som dog ut på detta sätt var Vreta kloster, där de sista nunnorna avled 1582, och Vadstena kloster, som var i funktion fram till år 1595, nära sjuttio år efter reformationen 1527. Nunneklostren överlevde längre än munkklostren, möjligen för att kvinnor levde längre under denna tid än män, samt att de var mer beslutsamma då de hade svårare att finna en försörjning utanför klostret än män.
Kloster var sedan förbjudna i Sverige från 1595 fram till 1951.

### 1900-talet
Ett ovillkorligt klosterförbud gällde fram till 1951. Genom religionsfrihetslagen, som antogs av riksdagen på våren 1951, fick kloster inrättas med Kungl. Maj:ts tillstånd. Genom beslut i riksdagen hösten 1976 ändrades religionsfrihetslagen så att klosterförbudet upphävdes.